# Primero de Mayo (Entre Ríos)
Primero de Mayo é um município da província de Entre Ríos, na Argentina.